# Чернов, Мстислав Андреевич
Мстисла́в Андре́евич Черно́в (укр. Мстислав Андрійович Чернов; род. 1985, Харьков) — украинский режиссёр, военный корреспондент, видеограф, фотограф, фотожурналист и писатель. Лауреат Пулицеровской премии и премии «Оскар».

## Биография
Освещал Евромайдан, войну на востоке Украины, последствия сбития Boeing 777 Malaysia Airlines, гражданскую войну в Сирии, битвы при Мосуле в Ираке, российское вторжение на Украину 2022 года, включая блокаду Мариуполя.
За эту работу получил награды: Пулитцеровскую премию за служение обществу, Deutsche Welle Freedom of Speech Award, премию имени Георгия Гонгадзе, Knight International Journalism Awards, Biagio Agnes Awards, Bayeux Calvados-Normandy Awards, Elijah Parish Lovejoy Awards, Free Media Awards, CJFE International Press Freedom Awards, Royal Television Society Television Journalism Awards по итогам 2022 года вошёл в рейтинги «Люди НВ 2022 в год войны» и «14 песен, фото и арт-объектов, ставшие символами украинского сопротивления» от Forbes Украина, Его видеоматериалы из Мариуполя стали основой фильма «20 дней в Мариуполе», ставшего обладателем премий «Оскар» и BAFTA), сам Чернов получил премию Гильдии режиссёров Америки.
Журналист Ассошиэйтед Пресс и президент Украинской ассоциации профессиональных фотографов. Материалы Чернова были опубликованы и выпущены в эфире многих СМИ по всему миру, включая CNN, BBC, New York Times, Washington Post и других. Победитель многих конкурсов. Обладатель премии Ливингстона, премии Рори Пека, премии Королевского телевизионного товарищества, премии DW «За свободу слова», премии «За свободу прессы» (Press Freedom Prize) международной некоммерческой организации «Репортёры без границ», Национальной премии Украины имени Тараса Шевченко.
Чернов получил несколько ранений во время работы в зонах конфликтов. Член «Украинского ПЕН».

## Карьера

### Художественная и документальная фотография: 2005—2013 годы
Чернов начал свою карьеру фотографа в 2005 году, работая в местном харьковском информационном агентстве MediaPort. В 2008 году он получил 1 премию на местной фотовыставке «Харьков. Город глазами горожан». В том же году у него состоялась первая персональная выставка фотографий Musica per somnia, задуманная и организованная при содействии директора Харьковской филармонии Юрия Янко, который был поражен фотографиями японской скрипачки Саяка Шоджи, сделанные Черновым. В 2009 году Чернов получил ещё одну награду, заняв первое место на местной фотовыставке «Почти потерянный Харьков», для которой осветил примеры разрушения старой архитектуры города.
Начиная с 2008 года, Чернов работал с международным проектом «Детям Чернобыля», «Novick Cardiac Alliance», фотографируя операции на сердце. В 2012 году он жил в Камбодже, сосредоточившись на местных культурных и медицинских проектах.
К тому времени, в 2013 году творчество Чернова получило национальное признание. Его фотографии принесли ему первое место в конкурсе Фотограф года в номинации «Документальная фотография». Тогда же Чернов стал победителем Pentax Awards Ukraine 2013 и конкурса «Лучший пресс-фотограф Украины» в номинации «Портрет». В то время Чернов фотографировал в более сорока странах и провел ещё одну персональную выставку в 2013 году — «Сезон дождей», на которой показал фотографии с Дальнего Востока.
В 2013 году Чернов стал президентом общественной организации «Украинская ассоциация профессиональных фотографов». Его художественный проект-инсталляция «Заглядывая в окна», во время которого большие старинные фотографии были размещены в окнах заброшенных зданий, привлек внимание национальной печати и был повторен в последующие годы. В 2013 году Чернов был приглашен принять участие в международном проекте документальной фотографии Unframe.

### Журналистика
Летом 2013 года, фотографируя в Стамбуле, Чернов оказался среди протестов в парке Гези и на площади Таксим. Проявления насилия поразили Чернова и послужили поводом для его перехода от художественной и документальной фотографии к освещению конфликтов и войн.

#### Евромайдан
В конце 2013 года Киев был охвачен завершившимися кровопролитием массовыми акциями протеста, бегством Президента Виктора Януковича и Революцией достоинства. Чернов фотографировал события как корреспондент MediaPort и Unframe. При экскалации насилия на него несколько раз нападали и ранили. В начале декабря 2013 года милиционеры напали на представителей прессы, повредив Чернову руку, разорвали его удостоверение и уничтожили фотооборудование. В январе 2014 года, игнорируя отметки «Пресса», милиционер намеренно бросил в Чернова светошумовую гранату, ранившую ноги и глаза фотографа осколками.
События в Киеве привлекли значительное международное внимание. Многие международные репортеры приехали освещать украинскую революцию, которая впоследствии перешла в российскую аннексию Крыма и войну на Донбассе. Чернов оказывал международным журналистам помощь и начал работать как переводчик и стрингер для Ассошиэйтед Пресс. Стал фрилансером для Ассошиэйтед Пресс в мае 2014 года.

#### Карьера в «Ассошиэйтед Пресс»
В июле 2014 года Чернов уже работал независимым многоформатным (делал тексты, фото- и видеоматериалы) журналистом «Ассошиэйтед Пресс». Российская вооруженная агрессия создала ещё одну конфликтную зону в Украине, которую Чернов освещал в 2014 году, став одним из немногих журналистов, которые сообщали о событиях с обеих сторон конфликта.
На третий день его независимой работы на «Ассошиэйтед Пресс» на Донбассе был сбит рейс Malaysia Airlines Flight 17, и Чернов совершил первые фотографии инцидента. Этот репортаж сыграл существенную роль в освещении крушения со стороны Ассошиэйтед Пресс. За это освещение Чернов был награждён премией «Молодой талант года» от Королевского телевизионного общества (англ. Royal Television Society).
В последующие годы как журналист Ассошиэйтед Пресс и военный корреспондент Чернов документировал войну в Сирии и битву за Мосул в Ираке, а также европейский миграционный кризис в Греции, Македонии, Словении, Хорватии, Венгрии, Австрии и Германии. В 2017 году в Мосуле пуля снайпера пробила камеру Чернова и застряла в его бронежилете. Иракские видеоролики Мстислава вошли в финал премии Рори Пека (англ. Rory Peck Award) в 2017 году и премии Королевского телевизионного общества (англ. Royal Television Society) в 2017 и 2018 годах.
Репортажи фотографа появлялись в СМИ по всему миру: The Independent, The Seattle Times, Military Times (англ. Military Times), Navy Times (англ. Navy Times), Washington Examiner, The Epoch Times. Фотографии Чернова также были опубликованы в The New York Times, Washington Post, Wall Street Journal, Forbes, The Guardian, The Daily Telegraph, Daily Mail, Le Monde, Deutsche Welle, Die Zeit и других. Его видео выходили в эфир на BBC, Euronews, CNN, Fox News Channel, Sky News, Al Jazeera и других ресурсах. В 2016 году жюри премии Королевского телевизионного общества так описало работу журналиста: «Учитывая диапазон, объём и глобальное распространение кадров [Чернова], в прошлом году, возможно, были дни, когда мы целый день пересматривали [репортажи Чернова]».

Примеры документальных фотографий Мстислава Чернова, 2015-2016 годы
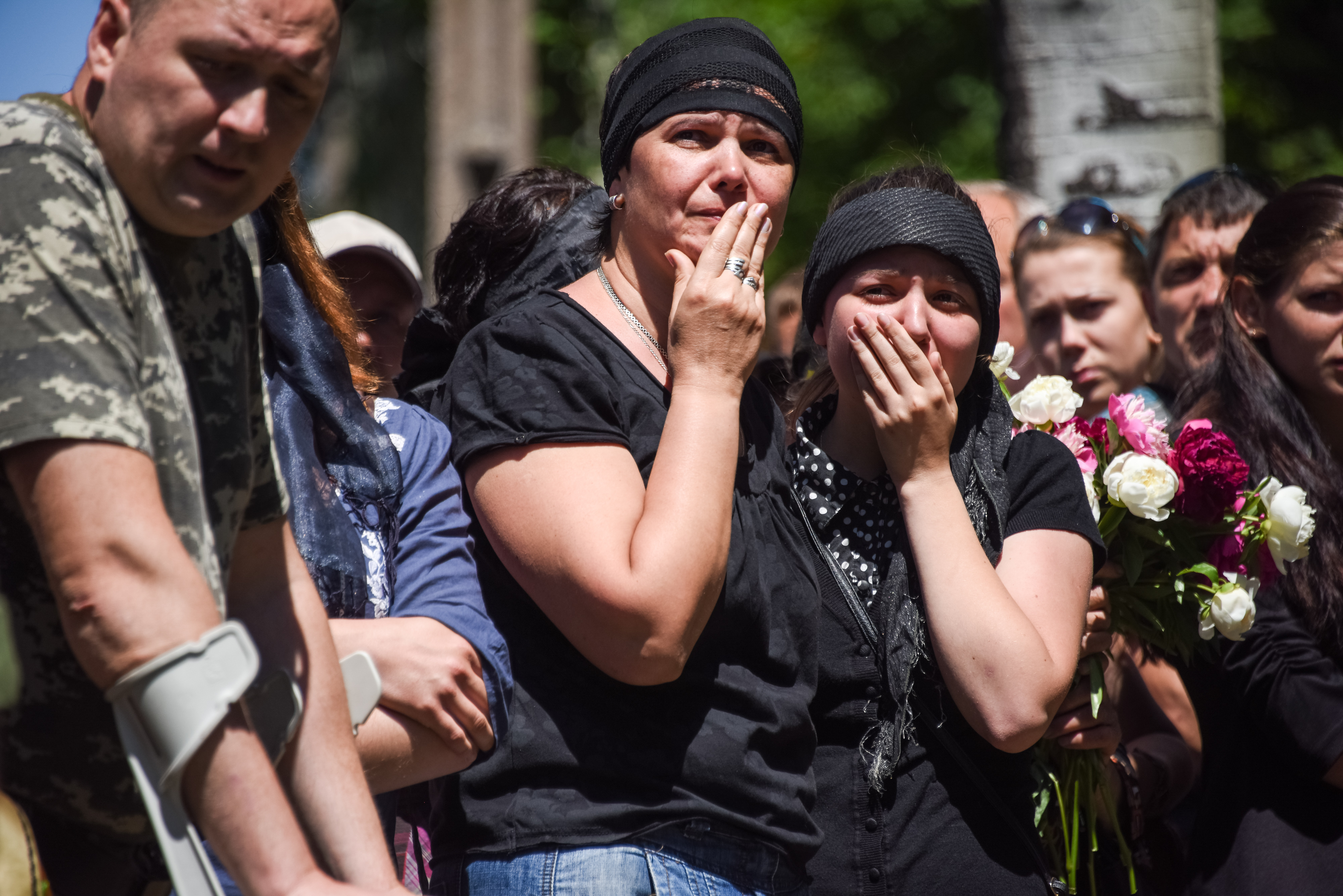
Похороны бойцов, Донецк, июль 2015г..
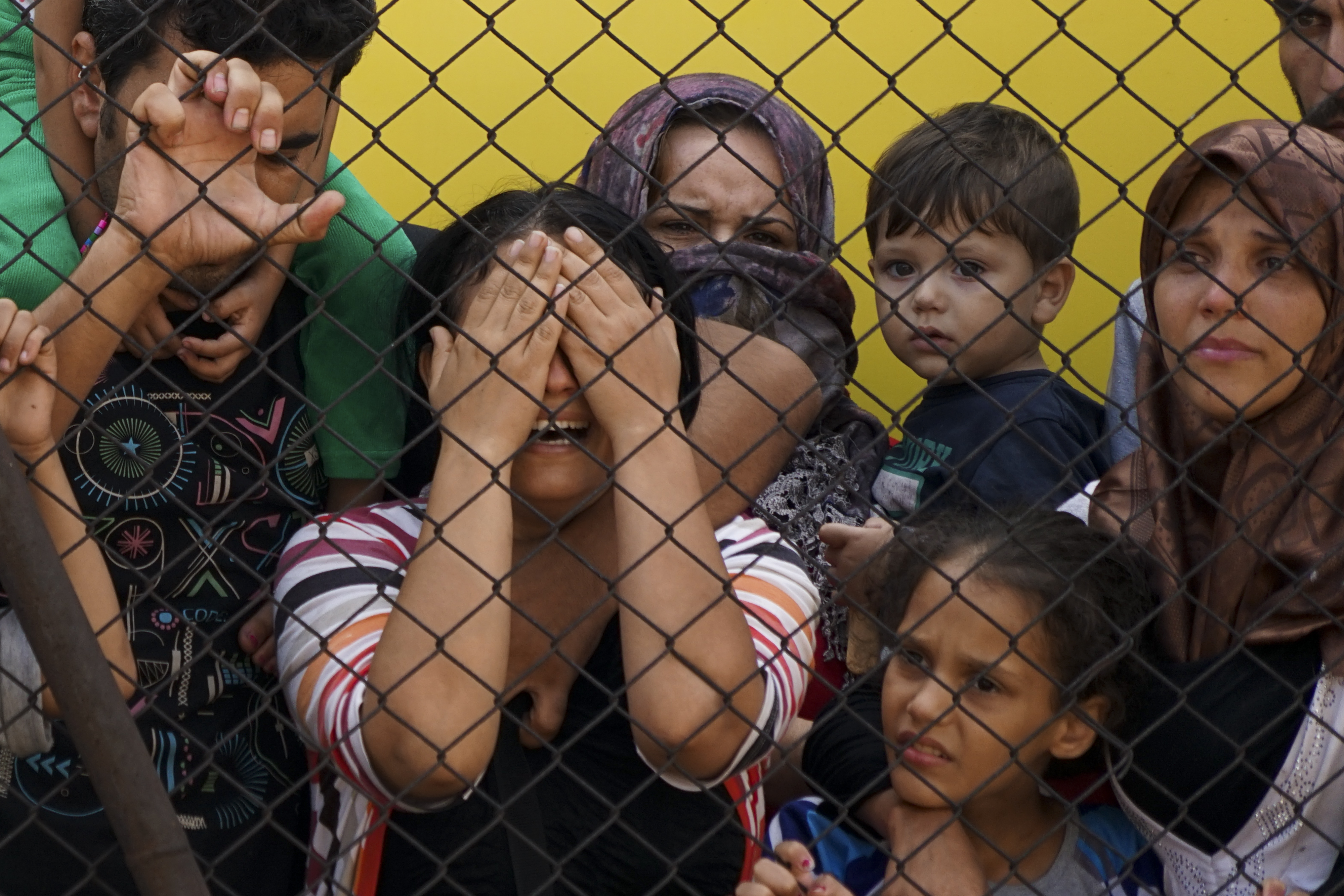
Сирийские беженцы в Венгрии, сентябрь 2015 года
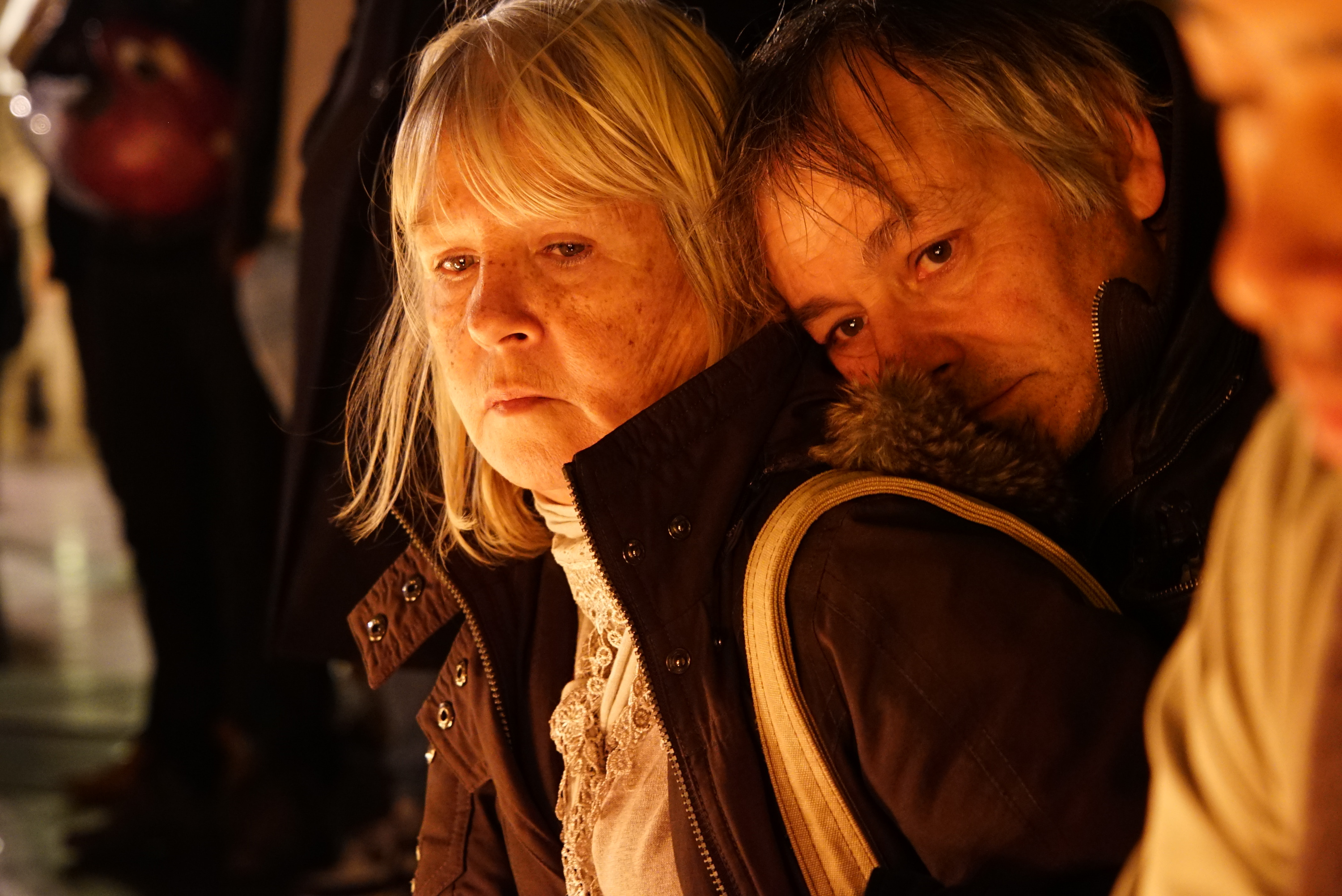
После террористических актов в Париже, ноябрь 2015г.
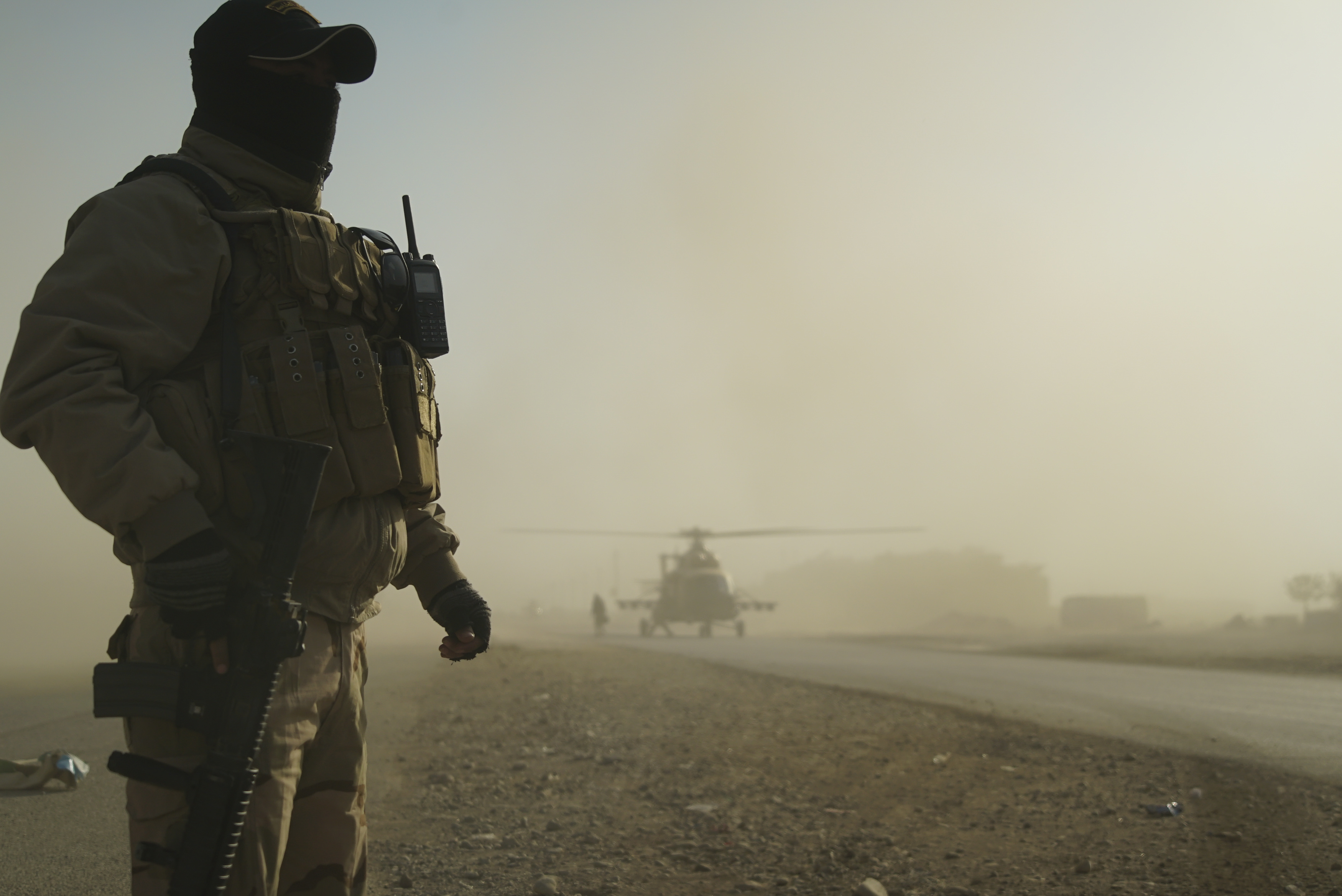
Мосул, Ирак, ноябрь 2016г.
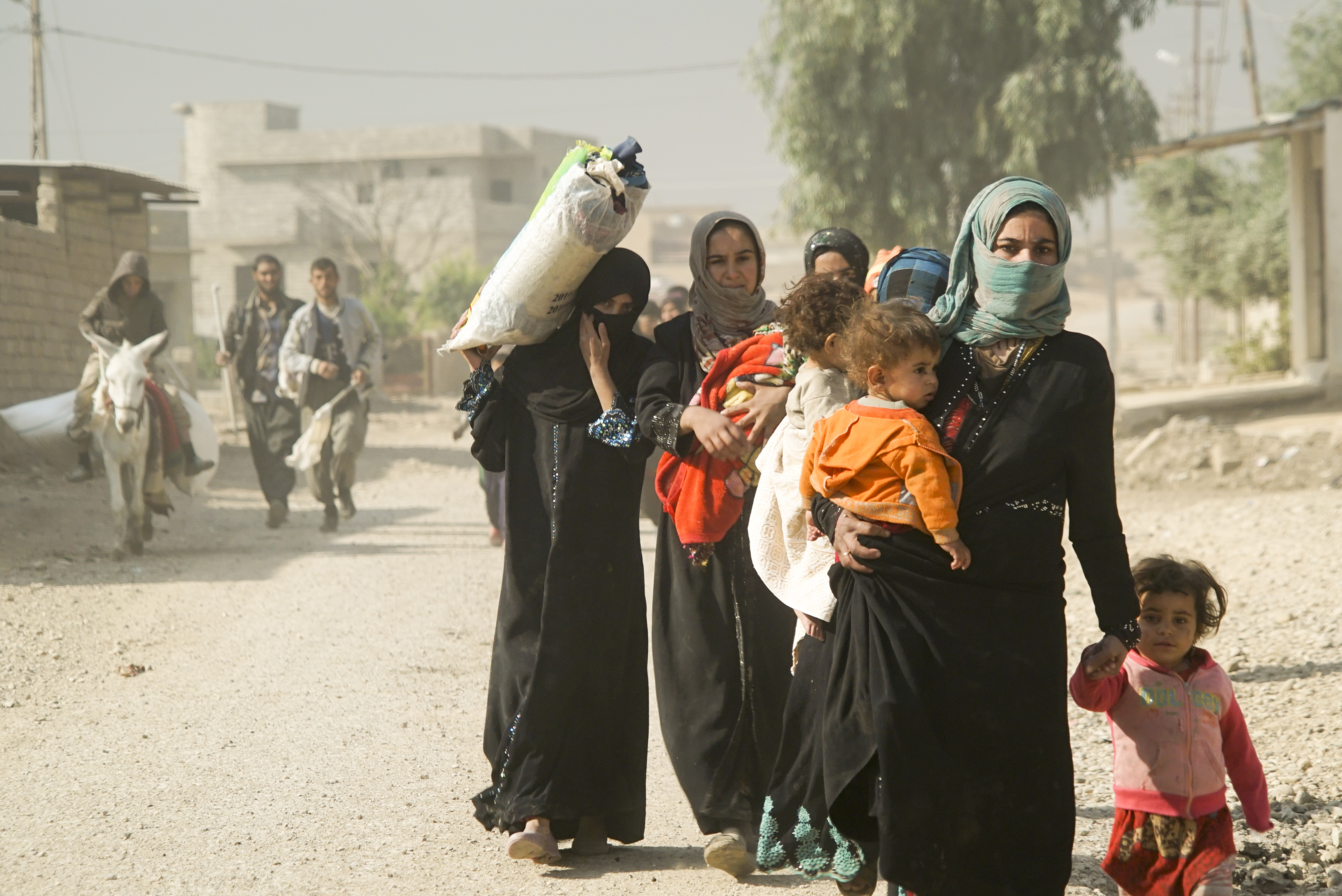
Мосул, Ирак, ноябрь 2016г.

Весной 2020 года Мстислав Чернов работал в Ливии, Сирии, освещал миграционный кризис в Турции. С мая по июль и с сентября по октябрь снимал ход пандемии COVID-19 в Украине. В августе 2020 года журналист работал в Белоруссии, освещая выборы президента. После объявления Лукашенко победителем на выборах начались масштабные протесты. В Минске Чернова захватили и избили белорусские милиционеры. От избиения в автозаке фотограф потерял сознание. Пришёл в себя уже в машине скорой помощи. Во время протестов Чернов зафиксировал момент, когда мужчина в окровавленной рубашке упал на землю. Позже было установлено, что это протестующий Александр Тарайковский. Фото и видео Чернова стали безоговорочным доказательством того, что Тарайковский был застрелен в упор сотрудниками спецподразделения 10 августа 2020 года в Минске, тогда как правительственные СМИ пытались изобразить инцидент как нечто, произошедшее по неосторожности протестующего. После этого Чернова депортировали из страны и не продлили аккредитацию.
В течение 2020 и 2021 годов работал также в Нагорном Карабахе, Афганистане, Литве, Армении.
24 февраля 2022 года в составе команды Associated Press приехал в Мариуполь, где в течение 20 дней снимал разрушения, обстрелы, работу врачей, многочисленные жертвы среди мирных жителей. Среди прочего, первым сделал видео разрушенного российской бомбой роддома в больнице № 3. Журналисты покинули Мариуполь 15 марта через гуманитарный коридор. Об увиденном, в частности, о братских могилах в Мариуполе Чернов рассказал на Всемирном экономическом форуме в Давосе. Журналисты Associated Press и команда Frontline (телепередача) (англ. Frontline (American TV program)) (канал PBS, США) совместно основали проект War Crimes Watch Ukraine, собирающий доказательства военных преступлений российской армии, в частности, в Мариуполе. Чернов в составе команды проекта получил за эту работу премию Philip Meyer Journalism Award от организации Investigative Reporters and Editors.
Работа Мстислава Чернова в 2022 году была включена в рейтинг Forbes Украина «30 побед украинцев в 2022-м». В 2023 году стал одним из 50 героев первого печатного номера Vogue за время полномасштабной войны.
Вошёл в состав капитулы (жюри) Премии имени Георгия Гонгадзе (укр. Премія імені Георгія Ґонґадзе) в 2023 году.

#### «20 дней в Мариуполе»
Из видеоматериалов Чернова, собранных в Мариуполе, журналист вместе с командой Frontline (самой длинной в истории США программы выходящих на канале PBS документальных фильмов) создали документальную картину «20 дней в Мариуполе».
Материалы периодически направлялись в редакцию с единственного места в Мариуполе, где ещё была онлайн-связь — под лестницей у разбитого продуктового магазина. Так удалось передать 10 % отснятого материала. Остальные материалы, в частности, 30 часов видео Мстислава Чернова, 15 марта команда AP вывезла с собой из Мариуполя через гуманитарный коридор.
Премьера состоялась 21 января 2023 на крупнейшем в США фестивале независимого кино «Санденс», где фильм попал в конкурсную программу «Мировое документальное кино» (Sundance Film Festival Grand Jury Prize for Best Documentary) и получил Приз зрителей (Sundance World Cinema Audience Award: Documentary). Европейская премьера фильма состоялась на Копенгагенском международном фестивале документального кино CPH: DOX (англ. Copenhagen International Documentary Film Festival) (номинация F: ACT — журналистское расследование), который проходил 15-26 марта 2023 года.
Фильм также получил награду в категории Standing Up на 47-м Международном кинофестивале в Кливленде (США) и награду Cinema for Peace (Германия) как лучший документальный фильм года. На Международном фестивале документального кино IDFA 2023 года в Амстердаме фильм получил приз зрительских симпатий.
Картина вошла в конкурс фестиваля Docudays UA 2023 и получила главный приз. На фестивале 3 июня 2023 состоялась украинская премьера фильма.
На новозеландском фестивале документального кино Doc Edge (англ. Doc Edge) «20 дней в Мариуполе» награждены в двух номинациях: лучшая режиссура (Мстислав Чернов) и лучший монтаж (Мишель Мизнер). На британском фестивале документальных фильмов Sheffield DocFest (англ. Sheffield DocFest) 2023 года картина получила премию Тима Гетерингтона.
В октябре фильм должен был показать на сербском фестивале Beldocs в Лазаревацком культурном центре в пригороде Белграда. 10 октября Сербская радикальная партия призвала отменить показ «антироссийского пропагандистского фильма киевского режима», который является «попыткой Запада изменить отношение сербского народа к братской России». 12 октября администрация фестиваля отменила показ, подчеркнув, что «Beldocs не стоит за этим решением и не принимал в нём участия».
Лента получила 100 % одобрительных отзывов критиков на сайте Rotten Tomatoes. В частности, Ник Аллен из Roger Ebert, увидевший фильм на фестивале «Санденс», считает, что «назвать „20 дней в Мариуполе“ одним из важнейших фильмов „Санденса“ — это недооценить его. Он, несомненно, станет одним из важнейших фильмов о понимании конфликта и его последствий для народа Украины, и это вдохновляющий призыв к вниманию и поддержке, которые необходимо предоставить».
Лента вышла в ограниченный прокат в США 14 июля. В кинотеатрах Украины прокат начнется 31 августа. Допремьерные показы состоялись в Киеве (фестиваль Bouquet Kyiv Stage 2023) и Львове (ОО «Львовский медиафорум»). Фильм стал самым кассовым украинским документальным фильмом в истории.
Украинский оскаровский комитет выдвинул «20 дней в Мариуполе» от Украины на 96-ю премию «Оскар» в категории «Лучший фильм на иностранном языке». Лента вошла в шортлист премии «Оскар», опубликованный 21 декабря 2023 года Академией кинематографических искусств и наук, сразу в двух номинациях: «Лучший фильм на иностранном языке» и «Лучший полнометражный документальный фильм». В итоге, фильм победил в номинации «Лучший полнометражный документальный фильм». На премии BAFTA фильм получил премию как «Лучший документальный фильм» и номинацию в категории «Фильм на иностранном языке».
Фильм победил в двух номинациях национальной премии «Киноколо» («Лучший документальный фильм» и «Открытие года»). Фильм выиграл премию Гильдии режиссёров Америки в категории «Выдающиеся режиссёрские достижения в документалистике». 12 сентября 2024 года фильм выиграл в номинациях «Лучший фильм» и «Лучший документальный фильм» национальной кинопремии «Золотая дзига».
Фильм показали перед заседанием Генеральной ассамблеи ООН в сентябре 2023 года.

#### С 2024 года по настоящее время
3 октября 2024 года во время Kyiv Media Week Чернов сообщил, что завершает работу над новым фильмом о контрнаступлении Украины 2023 года. Премьера картины под названием «2000 метров до Андреевки» состоялась 23 января 2025 года на кинофестивале «Сандэнс». На Копенгагенском международном фестивале документального кино фильм получил премию F:ACT AWARD в категории «Лучший документальный фильм в жанре журналистского расследования».
Стал членом жюри премии ImpACT Award на 81-м Венецианском международном кинофестивале.

## Стиль
Независимые обозреватели отмечают глубокое сочувствие художника к человечеству, что делает его работы влиятельными. Они также констатируют широкий спектр творчества Чернова и его «исключительного взгляда на детали».
Украинский фотограф и куратор фотовыставки в Харькове Владимир Оглоблин так комментирует работы Чернова: «У Мстислава очень глубокий взгляд… видно, что он сопереживает героям своих работ… [У него] хорошее чутьё на то, как передать увиденное, это редкий дар».
Директор европейской секции новостей Ассошиэйтед Пресс Каро Криль так описывает Чернова: «Благодаря своему участию в ряде ключевых событий Чернов быстро зарекомендовал себя редким, многоформатным журналистом, обладающим сверхъестественной способностью развивать сюжет в самых сложных условиях. Он прирождённый визуальный рассказчик, и его фирменная черта — сострадание к человечеству, которым наполнено почти каждое изображение, — обеспечивает каждую его работу свойством производить мгновенное впечатлением».
Судьи Королевского телевизионного общества отмечают, что «[у Чернова] есть исключительное внимание к деталям и полный набор в портфолио снимков, улавливающих эмоции и передающих страх, а иногда и панику, которые лежат в основе стольких новостных событий».
Сам Чернов считает, что война должна быть не прославленной, а изображена такой, какой она есть. Комментируя свою работу, Чернов отметил, что он не обязательно наслаждается военной журналистикой, однако считает, что находится в нужном месте, хотя его деятельность может переходить в какой-то момент к другому виду фотографии, например, к задачам от National Geographic. Фотограф считает, что иногда нужно рисковать, чтобы сделать хорошее фото: «Приходится идти на компромисс: чтобы показать, что происходит, нужно быть в центре событий. Если ты бережешь себя, то никогда не снимешь самое важное».
Чернов предпочитает работать с более простой, меньшей техникой, которая всегда может быть при нём и готова снимать в любое время. Он работает с небольшими камерами и обычно не использует штатив.

## Фотопроекты

#### Проект «Заглядывая в окна»
С 2013 года Чернов реализует в Киеве проект «Заглядывая в окна». В 2013 году дореволюционные портреты, преимущественно авторства харьковского фотографа Алексея Иваницкого, украсили окна дома по ул. Ярославов вал, 15. На большинстве фотографий были изображены харьковчане, в том числе автопортрет фотографа с внучкой. Партнёром на этом этапе стал фотограф Владимир Оглоблин — использованные фото были из его коллекции.
В 2014 году вторая часть проекта была размещена в окнах дома по адресу ул. Шевченко, 5. Этот этап был посвящен 200-летию Тараса Шевченко. Для проекта были отобраны портреты поэта, написанные современными художниками Майдана.
В декабре 2020 года третьим этапом проекта стала выставка «Спящий дом» в партнёрстве с ОО «Карта Реновации» — инсталляция с архивными фотографиями, интегрированными в окна «Каменицы с драконами» — заброшенного здания на бульваре Тараса Шевченко, 19. На фото были архивные портреты украинцев в традиционной одежде авторства украинского фотографа Ивана Карпова. На фотографиях людям закрыли глаза с помощью компьютерной графики, потому что люди все больше удаляются от реальности и погружаются в мир, созданный медиа и рекламой. Главным элементом экспозиции стал большой портрет Григория Сковороды.

## Литературная деятельность
В январе 2020 года Чернов представил психологический роман «Время снов», 500-страничное художественное произведение, задуманное и написанное в течение 8 лет. Ссылаясь на понятие «время сновидений» у австралийских аборигенов, роман изучает коллективный опыт общества («сновидения»), связанный с войной и конфликтом, и основанный на реальных событиях во время Войны на Донбассе, миграционного кризиса в Европе и других событиях, свидетелем которых был Чернов. Роман включает в себя четыре переплетенных сюжетных линий, события которых происходят на больших территориях от востока Украины до юга Европы и Юго-Восточной Азии, объединённые общей темой разрешения внутреннего конфликта. Роман был представлен в Киеве в качестве центрального объекта видео-выставки, посвященной роли медиа в создании публичного коллективного опыта. Роман был отмечен за его творческое литературное применение сновидений в изображении психики протагониста и «серьезную» и «филигранную прозу». Роман попал в ТОП книг в 2020 году от волонтеров, писателей и военных журналистов о российско-украинской войне по версии «Армия FM» и в перечень «Книги несокрушимости. Двадцать изданий, посвященных войне в Украине» от Media Sapiens.
Литературовед и критик Татьяна Трофименко считает, что «Время снов» — неожиданно для дебютанта сильная и стилистически сформированная проза. Журналист, критик Юрий Володарский назвал роман первым в украинской литературе масштабным художественным текстом, в котором война на Донбассе показана с той стороны фронта. «Роман для дебюта на удивление яркий, но в стольких отношениях неудобный, что его предпочитают не замечать. „Время снов“ лишен как авторских оценочных суждений, так и трансляции „правильных“ взглядов устами героев. Чернов — прежде всего гуманист, в его прозе это проявляется не меньше, чем в фото из горячих точек».
В марте 2021 года в издательстве «Саммит-книга» вышла украинская версия романа под названием «Часи сновидінь» с авторскими изменениями и дополнениями. В сентябре 2022 года в бостонском издательстве ASP вышел перевод романа на английский язык под названием «The Dreamtime».
В 2022 году вышла фотокнига «Независимые» (издательство «Ваш автограф»), в которую вошли 144 снимка 60 украинских фотографов за последние 30 лет — от провозглашения независимости до пандемии. Автором идеи и текстов стал Мстислав Чернов, бильд-редактором — известный украинский фотограф Михаил Палинчак.
В октябре 2022 года Мстислав Чернов выступал от Украины на 74-й Франкфуртской книжной ярмарке.
26 сентября 2023 года Мстислав Чернов заявил, что издательство «Саммит-книга» через два года после издания романа так и не заплатило ему гонорар и отказывается отчитываться о продажах книги. Издательство принесло извинения и направило отчеты. Чернов запретил издательству в дальнейшем использовать его имя и книгу для рекламы.

## Награды
| Год  | Награда                                                                 | Категория | Результат    | Ссылка         |
| ---- | ----------------------------------------------------------------------- | --- | ------------ | -------------- |
| 2025 | Копенгагенский международный фестиваль документального кино             | F: ACT Award | Победа       | [ 86 ]         |
| 2024 | International Broadcasting Convention 2024                              | Награда за выдающиеся достижения | Победа       | [ 107 ]        |
| 2024 | Национальная премия Украины имени Тараса Шевченко                       | за серию журналистских материалов об осаде Мариуполя (репортажи, фото и видеорепортажи, расследования и фильм «20 дней в Мариуполе») | Победа       | [ 108 ]        |
| 2024 | Премия Гильдии режиссёров Америки                                       | Выдающиеся режиссёрские достижения в документалистике                                                                                | Победа       | [ 8 ]          |
| 2023 | Doc Edge (фестиваль документального кино)                               | Лучший режиссёр иностранного кино | Победа       | [ 66 ]         |
| 2023 | Пулитцеровская премия                                                   | За служение обществу (в составе команды The Associated Press)                                                                        | Победа       | [ 109 ]        |
| 2023 | Overseas Press Club Awards                                              | Hal Boyle Award (лучшая газета, новостная служба или цифровые репортажи из-за границы)                                               | Победа       | [ 110 ]        |
| 2023 | Royal Television Society Television Journalism Awards                   | Оператор года | Победа       | [ 2 ]          |
| 2023 | George Polk Awards                                                      | Награда за военный репортаж | Победа       | [ 111 ]        |
| 2023 | Philip Meyer Journalism Award                                           | (в составе команды The Associated Press и PBS FRONTLINE)                                                                             | Победа       | [ 51 ]         |
| 2023 | CJFE International Press Freedom Award                                  | | Победа       | [ 112 ]        |
| 2022 | Премия «Украинской правды»                                              | Журналист года | Победа       | [ 113 ]        |
| 2022 | Press Freedom Prize от «Репортеров без границ»                          | номинация «За влияние» | Победа       | [ 10 ]         |
| 2022 | Oliver S. Gramling Awards                                               | Journalism Awards (вместе с Евгением Малолеткой и Василисой Степаненко)                                                              | Победа       | [ 114 ]        |
| 2022 | 27-й Международный фестиваль репортажа и медиа (Сербия)                 | Фото репортаж | Победа       | [ 115 ]        |
| 2022 | Free Media Awards                                                       | | Победа       | [ 116 ]        |
| 2022 | Elijah Parish Lovejoy Award for Courage in Journalism                   | | Победа       | [ 117 ]        |
| 2022 | Bayeux Calvados-Normandy Award                                          | Video Image Trophy | Победа       | [ 118 ]        |
| 2022 | Bayeux Calvados-Normandy Award                                          | Television Trophy | Победа       | [ 118 ]        |
| 2022 | Royal Television Society                                                | Оператор года | В шорт-листе | [ 119 ]        |
| 2022 | Royal Television Society                                                | Освещение международных событий | В шорт-листе | [ 119 ]        |
| 2022 | Deutsche Welle Freedom of Speech Award                                  | | Победа       | [ 49 ]         |
| 2022 | Премия имени Георгия Гонгадзе                                           | | Победа       | [ 120 ]        |
| 2022 | Knight International Journalism Awards                                  | | Победа       | [ 121 ]        |
| 2022 | Biagio Agnes Award                                                      | International Prize | Победа       | [ 122 ]        |
| 2020 | Премия Королевского телевизионного общества (Royal Television Society)  | Оператор года | В шорт-листе | [ 123 ]        |
| 2019 | APME: Powerful Stories                                                  | Использование видео | Победа       | [ 124 ]        |
| 2019 | Премия Ливингстона (Livingston Award)                                   | Международный репортаж | В шорт-листе | [ 125 ]        |
| 2018 | Премия Королевского телевизионного общества (Royal Television Society)  | Оператор года | В шорт-листе | [ 36 ]         |
| 2017 | Премия Королевского телевизионного общества (Royal Television Society)  | Оператор года | В шорт-листе | [ 35 ]         |
| 2017 | Премия Рори Пека (Rory Peck Award)                                      | | В шорт-листе | [ 90 ]         |
| 2016 | Премия Королевского телевизионного общества (Royal Television Society)  | Оператор года | Победа       | [ 43 ]         |
| 2015 | Украинский фотограф года (2014)                                         | Репортаж | Победа       | [ 33 ]         |
| 2015 | Премия Королевского телевизионного общества (Royal Television Society)  | Молодой талант года | Победа       | [ 32 ]         |
| 2014 | Украинский фотограф года (2013)                                         | Репортаж | Победа       | [ 19 ] [ 126 ] |
| 2014 | Humanity Photo Award (HPA) (2013)                                       | | В шорт-листе | [ 27 ]         |
| 2013 | Pentax Awards, Украина                                                  | | Победа       | [ 20 ]         |
| 2013 | PRESSzvanie Awards, Украина                                             | Портрет | Победа       | [ 127 ]        |
| 2013 | Конкурс портретной фотографии «International FIPP FREMANTLE», Австралия | Портрет | В шорт-листе | [ 27 ]         |
| 2013 | Украинский фотограф года (2012)                                         | Документальная фотография | Победа       | [ 128 ]        |
| 2013 | Фотоконкурс Panasonic, Украина                                          | | Победа       | [ 27 ]         |
| 2009 | Почти потеряный Харьков                                                 | | Победа       | [ 16 ]         |
| 2008 | Харьков. Город глазами горожан                                          | | Победа       | [ 15 ]         |

## Выставки
| Год  | Название | Место                                                                                          | Ссылка                                  |
| ---- | --- | ---------------------------------------------------------------------------------------------- | --------------------------------------- |
| 2024 | Mariupol | Торонто (Канада)                                                                               | [ 129 ]                                 |
| 2022 | Ukraine: The Path to Freedom                                                                                   | Гронинген (Нидерланды)                                                                         | [ 130 ]                                 |
| 2022 | MARIUPOL: Photographs & Video by Evgeniy Maloletka and Mstyslav Chernov                                        | Нью-Йорк (США)                                                                                 | [ 131 ]                                 |
| 2022 | Ukraine, testify so you will not forget                                                                        | Сагеней (Канада)                                                                               | [ 132 ]                                 |
| 2022 | Obležení Mariupolu, poslední novináři v okupovaném městě                                                       | Прага (Чехия)                                                                                  | [ 133 ]                                 |
| 2022 | Спалах. Українська фотографія сьогодні                                                                         | Киев (Украина)                                                                                 | [ 134 ]                                 |
| 2022 | Mariupol, Ukraine                                                                                              | Перпиньян (Франция)                                                                            | [ 135 ]                                 |
| 2022 | Escape from Mariupol                                                                                           | Рим (Италия)                                                                                   | [ 136 ]                                 |
| 2022 | Лицо войны | Кельн (Германия)                                                                               | [ 137 ]                                 |
| 2022 | Дом военных преступлений России (Российские военные преступления)                                              | Давос (Швейцария), Киев (Украина), Брюссель (Бельгия), Нью-Йорк (США), Лондон (Великобритания) | [ 138 ] [ 139 ] [ 140 ] [ 141 ] [ 142 ] |
| 2022 | Tragedy of the 21st century in the centre of Europe                                                            | Никосия, Сотира, Ларнака (Республика Кипр)                                                     | [ 143 ]                                 |
| 2022 | Ukraine Now: Darkness vs Light. Children Dream about Peace                                                     | Нью-Дели (Индия)                                                                               | [ 144 ]                                 |
| 2022 | #StandWithUkraine. The Russian war of aggression against Ukraine: lives taken, destroyed cities, lost fortunes | Страсбур (Франция)                                                                             | [ 145 ] [ 146 ]                         |
| 2022 | Украинская Герника                                                                                             | Тбилиси (Грузия)                                                                               | [ 147 ]                                 |
| 2022 | Это приказ, SORRI                                                                                              | Майнц (Германия)                                                                               | [ 148 ]                                 |
| 2022 | The Captured House                                                                                             | Берлин (Германия), Рим (Италия), Амстердам (Нидерланды)                                        | [ 149 ]                                 |
| 2022 | Цена свободы                                                                                                   | Хельсинки (Финляндия)                                                                          | [ 150 ]                                 |
| 2022 | Мариуполь | Сараево (Босния и Герцеговина)                                                                 | [ 151 ]                                 |
| 2020 | Спящий дом | Киев (Украина)                                                                                 | [ 152 ]                                 |
| 2020 | Продуцирование снов или Что предлагает современная медиамашина                                                 | Киев (вместе с Игорем Чекачковым)                                                              | [ 96 ]                                  |
| 2019 | Украинская революция                                                                                           | Хмельницкий (Украина)                                                                          | [ 153 ]                                 |
| 2017 | Украина в огне                                                                                                 | Дюссельдорф (Германия)                                                                         | [ 154 ]                                 |
| 2015 | Майдан — мужество, воля и боль                                                                                 | Харьков (Украина)                                                                              | [ 155 ]                                 |
| 2015 | Я волонтер по зову сердца                                                                                      | Сумы (Украина)                                                                                 | [ 156 ]                                 |
| 2014 | «Червоне», Международный Красный Крест                                                                         | Киев (Украина)                                                                                 | [ 27 ]                                  |
| 2013 | Евромайдан: территория свободы                                                                                 | Рига (Латвия)                                                                                  | [ 27 ]                                  |
| 2013 | Сезон дождей                                                                                                   | Харьков (Украина)                                                                              | [ 157 ]                                 |
| 2008 | Musica per Somnia                                                                                              | Киев (Украина)                                                                                 | [ 14 ]                                  |